# ANEC IV
L'ANEC IV Missel Thrush est un avion britannique des années 1920. C'est un biplace léger construit par Air Navigation and Engineering Company à Addlestone Surrey.

## Historique
Le biplan ANEC IV a été conçu par John Bewsher pour la compétition Lympne d'avions légers (en) de 1926 pour les biplaces équipés de moteurs de moins de 170 livre-force. Il n'a pas participer à la compétition car le train d'atterrissage s'est effondré dans un accident de roulage. En 1927, le seul avion construit (immatriculé G-EBPI) a été vendu à un propriétaire privé qui a remplacé moteur en étoile original Blackburne Thrush par un moteur Armstrong Siddeley Genet II (en). Le propriétaire a été tué et l'aéronef détruit tout dans la course de la coupe du roi en 1928.

## Opérateurs
- Royaume-Uni : propriétaires privés